# Apanteles typhon
Apanteles typhon är en stekelart som beskrevs av Nixon 1965. Apanteles typhon ingår i släktet Apanteles och familjen bracksteklar. Inga underarter finns listade i Catalogue of Life.